# Patulina
La patulina és un compost orgànic classificat com a toxina, en concret una micotoxina produïda per diferents espècies de fongs filamentosos, majorment englobats en els gèneres Penicillum, Aspergillus i Byssochlamys. Pot ser causant de problemes greus a la salut de les persones i animals, a més d'actuar disminuint la qualitat dels aliments que es comercialitzen.
Fou aïllada a principis de l'any 1940 per primer cop de Penicillium patulum (avui dia conegut com a Penicillium griseofulvum), on es va observar la seva funcionalitat com a substància antimicrobiana, antivírica i/o antifúngica. Però després de ser aprovada pel tractament del refredat o per lluitar contra les infeccions fúngiques de la pell, entre el 1950 i el 1960 es va establir com una substància tòxica d'origen micòtic. La recerca va seguir i els investigadors van poguer classificar aquest metabòlit secundari com a policètid introduint-lo en la família de les lactones, i coneguda a nivell químic amb la nomenclatura de (4-hidroxi-4h-furo[3,2-c], pirane-2(6h)-one).
Amb un pes molecular de 154,027 u i amb la capacitat de poder formar cristalls o pols, normalment la trobarem soluble ja sigui en dissolvents orgànics o aigua amb pH àcid. Una característica molt destacable d'aquesta, és que a nivell físico-químic presenta un punt de fusió de 110,5 °C, pel que farà que pugui no ser destruïda o inactivada per processos amb aplicació de calor que no superin aquesta temperatura.
No obstant, patir una intoxicació alimentària per patulina és complicat. Això és a causa de l'anàlisi de control de qualitat de les empreses que segueixen les normatives de la FAO (Organitzacio de les Nacions Unides per la Alimentació i la Agricultura) i l'OMS (Organització Mundial de la Salut), que específiquen la quantitat de patulina que poden portar els aliments comercialitzats, a causa que si aquests són ingerits podrien arribar a causar malaltia. Aquest control de la micotoxina moltes vegades es troba associat a un control de qualitat de l'aliment, centrat en la detecció de Penicillium expansum. Aquest fong és catalogat com el principal productor de patulina, conduint la podridura en fruites com les pomes, cireres i peres; o alterant productes derivats d'aquestes, com és en el cas dels sucs de poma (principals aliments on trobem patulina).
c

## Biosíntesi
La producció de patulina depèn de les condicions d'humitat i temperatura a la que es troba el fong productor de la micotoxina en aquell moment. Els experiments de laboratori amb Penicillium griseofulvum van establir que la major capacitat productiva de patulina s'obtenia entre els 20 i 30 dies de cultiu, i a una temperatura òptima de 28 °C. A més, es veu afavorida la seva síntesi quan el pH del medi és de 4'5-5.
La ruta biosintètica de la patulina consisteix aproximadament en 10 passos on es veuen involucrats un mínim de 15 gens dels quals uns d'aquests són factors de regulació, i d'altres són enzims. Els passos de síntesi són els següents:
1. Formació de 6MSA (àcid 6-metilsaliciílic) per la condensació d'acetil-CoA i tres unitats de malonil-CoA.
2. El 6MSA es modifica a m-cresol per una 6MSA descarboxilasa.
3. El grup metil de m-cresol és oxidat per formar un grup aldehid (alcohol m-hidroxibencilic passa a ser alcohol gentísic).
4. Aquest pas va seguit d'una reacció d'hidroxilació que condueix a la formació de gentisil-aldehíd.
5. La conversió del gentisil-aldehíd (un anell) a una estructura de dos anells (patulina), necessita la apertura d'un anell mediat per una monooxigenasa o una dioxigenasa.
6. Per acabar, abans de sintetitzar patulina, es sintetitzen 4 precursors intermedis. El primer és l'Isoepoxydon.
7. El segon és la filostina.
8. El tercer és la neopatulina.
9. El quart és l'ascladiol.
10. Per acabar, tenim la formació de patulina.

De totes maneres, aquesta ruta biosintètica no és exclusiva per la formació de patulina, sinó que gràcies a aquesta ruta es poden sintetitzar altres metàbolits com l'àcid gentísic o el toluquinol, que seran utilitzats pel fong per duu a terme altres reaccions i processos a nivell cel·lular.

## Toxicitat
Sent la patulina un agent tòxic per plantes, animals i éssers humans, s'han realitzat estudis sobre la seva capacitat tòxica. Per a aquests estudis s'han usat diferents models, ja siguin animals (on aquesta s'estudia amb injeccions o ingesta en rates de laboratori) o amb llavors. De fet (traient l'anàlisi tòxica en plantes), gràcies als models animals s'ha determinat que la patulina era una substància tòxica pels humans i la FAO va establir i fixar la seva dosi diària tolerable.
| L'Organització de les Nacions Unides per l'Agricultura i l'Alimentació (FAO)                |
| Ha fixat una dosi diària tolerable que correspon a 0,4 μg de patulina / kg de pes corporal. |

### Genotoxicitat
Per estudiar la seva capacitat genotòxica es va analitzar la seva capacitat de revertència en el Test d'Ames mitjançant diversos microorganismes:
- Salmonella enterica subgrup enterica serotipus Typhimurium -> No augmenta la freqüència de revertència.[8][9]
- Saccharomyces cerevisiae i Bacillus subtilis -> Presència d'activitat mutagènica.[8][9]

No obstant, la patulina va donar negatiu per a la genotoxicitat mitjançant l'assaig de microplaca SOS, però va ser clarament positiu per l'assaig d'acceptació de tRNA per agents cancerígens.
Diversos estudis han demostrat que la patulina actua com a clastògen (agent mutagènic que dona lloc o indueix a la interrupció o trencament de cromosomes fent que seccions del cromosoma s'eliminin, s'afegeixin o es reorganitzin) en cel·lules de mamífers. Per exemple, induint micronuclis sense cinetocors i aberracions cromosòmiques estructurals en les cèl·lules de fibrolast pulmonar d'hàmster xinès. Aquests trencaments de cromosoma i la cromàtide (i als intercanvis entre cromàtides germanes) també van ser induïts per la patulina a les cèl·lules ovàriques d'hàmster xinès, però no als limfòcits humans.
A més, es van obtenir evidències de danys oxidatius en l'ADN en les cèl·lules renals embrionàries humanes després del tractament amb patulina.
Finalment, la majoria dels assajos realitzats amb cèl·lules de mamífers van ser positius, mentre que els assajos amb bacteris van ser principalment negatius.
Tot i això, alguns estudis van indicar que la patulina alterava la síntesi de l'ADN, on aquests efectes genotòxics podrien estar relacionats amb la seva capacitat de reacció amb grups sulfhidril i, així, induir danys oxidatius. No obstant, l'OMS va concloure que a partir de les dades disponibles obtingudes en els diferents estudis la patulina és genotòxica.

### Cancerogenicitat
Els estudis que s'han fet sobre l'efecte cancerígen que presenta la patulina han resultat negatius demostrant-se l'absència de creixement tumoral. De fet, un experiment on s'exposava a rates a una injesta de 0,1 a 2,5 mg de patulina / kg de pes de la rata diària durant 74 i 104 setmanes, va mostrar-se desfavorable pel creixement de cèl·lules tumorals. Per això mateix, l'Agència Internacional per a la Investigació del Càncer (IARC) va classificar la patulina dins del grup 3 com a: ‘
‘no classificable pel que fa a la seva carcinogenicitat per als humans”.

### Embriotoxicitat i teratogenicitat

Diagrama de l'ou:
1.Closca; 2.Membrana externa; 3.Membrana interna; 4,13.Chalaza; 5.Clara d'ou interna; 6.Clara d'ou externa; 7.Membrana vitelina; 8.Nucli de Pander; 9.Disc germinal; 10.Rovell groc; 11.Rovell blanc; 12.Membrana de chalaza;.

Definim la embriotoxicitat com la capacitat d'una substància per produir efectes tòxics en la progènie durant el primer període de la gestació: des de la concepció a l'estat fetal.
Tal com es descriu en un estudi, la dosi intraepitelial de 1,5 mg de patulina / kg de pes corporal per dia a la primera generació de rates Sprague Dawley va provocar que aquestes reabsorbissin la toxina amb major capacitat. La descendència d'aquesta no presentava un efecte relacionat amb la reabsorció de la toxina com a tal, però sí que presentava una disminucó de la mida del fetus. Curiosament, si als pares se'ls hi injectava una dosi de 2,0 mg de patulina / kg de pes corporal, s'induïa l'avortament de tots els embrions.
Si en els mateixos ratolins, en comptes de fer injeccions intraepitelials se'ls administarava oralment la mateixa dosi, provocava la mort de la descendència amb hemorràgies cerebrals, pulmonars i cutànies.
Quan es varen injectar els inòculs de patulina en les càmbres d'aire dels ous de pollets, es va detectar que la patulina era embriotòxica a nivells de 2,35-68,7 µg / ou en funció de l'edat de l'embrió. Tot i que també es va informar que aquesta era teratogènica a nivells d'1-2 µg / ou; és a dir, induïa una reducció significativa del contingut de proteïnes, de l'ADN, el diàmetre del sac vitel·lí, la longitud cèfalo-caudal i el nombre de somites.
No obstant, el tractament amb patulina també va augmentar la freqüència dels embrions defectuosos; on les anomalies incloïen: retard de creixement, hipoplàsia del mesencèfal i telencèfal i hiperplàsia i / o butllofes del procés mandibular.

### Immunotoxicitat
De la mateixa manera que es descriu per a altres micotoxines, la patulina pot alterar la resposta immune de l'hoste. Nombrosos estudis in vitro han demostrat que la patulina inhibeix diverses funcions dels macròfags. Es va demostrar en un experiment in vitro que l'exposició de macròfags de rata alveolada a la patulina inhibia la síntesi de proteïnes i alterava les funcions de la membrana plasmàtica. Al mateix temps, produïa una disminució significativa de la producció d'O₂-, de la capacitat de fusió del fagosoma amb el lisosoma (fagolisosoma), de la possibilitat de fagocitosi del macròfag, i de la disminució de la producció de l'enzim lisosomal i la seva activitat microbiològica.
Recentment, també s'ha trobat que la patulina reduïa la secreció de citocines d'IFN-γ i IL-4 per part dels macròfags humans i d'IL-4, IL-13, IFN-γ i IL-10 per part de cèl·lules mononuclears de sang perifèrica (cèl·lula d'un sol nucli que combat infeccions) humana i cèl·lules T humanes. No obstant, en un estudi amb una línia cel·lular de timoma, es va observar una reducció de la producció d'interleucines 2 i 5, amb concentracions de 500 ng de patulina / ml.
En fer estudis amb models animals, en el cas d'un estudi amb ratolins (in vivo), es varen demostrar els efectes variables de la patulina sobre el sistema immunitari. Aquests efectes inclouen un augment del nombre de limfòcits T esplènics i concentracions sèriques d'immunoglobulina reduïdes, respostes de hipersensibilitat deprimides i un augment de la quantitat de neutròfils i resistència a la infecció per Candida albicans. En rates, com en altres espècies, la patulina redueix l'esclat oxidatiu dels macròfags peritoneals.
En el mateix estudi, es va examinar un conjunt de ratolins administrats diàriament amb patulina per sonda durant 28 dies amb dosis de 0,08 a 2,56 mg de patulina / kg de pes corporal. Es va calcular que aquestes dosis eren aproximadament equivalents als nivells estimats d'exposició humana.
1. Els canvis en el nombre de cèl·lules immunes van incloure el nombre de leucòcits i limfòcits de sang perifèrica deprimits (observats a 1,28 i 2,56 mg de toxina / kg de pes corporal / dia).[8][24]
2. Un augment del nombre de monòcits esplènics i cèl·lules Natural Killer (de 0,08 mg de toxina / kg de pes de greix / dia).[8][24]
3. Un augment del nombre de limfòcits T citotòxics (a 2,56 mg de patulina / kg de massa corporal / dia).[8][24]
4. Canvis en el percentatge d'immunoglobulina Ig+, CD3+, CD4+/CD8− i CD4−/CD8+ a la melsa.[8][24]

Els autors van concloure que l'exposició a la patulina a nivells consistents amb l'exposició potencial humana als aliments, no seria probable que alterés les respostes immunes; però la exposició a aquesta redueix la producció d'espècies reactives d'oxigen en HL-60, cèl·lules de leucèmia promielocítica humana. A més, es va suggerir que l'augment dels neutròfils es devia a la inflamació gastrointestinal induïda per la toxina.

### Toxicitat en plantes
La investigació de l'efecte tòxic de la patulina a les plantes no és molt extens, però s'ha pogut demostrar que la patulina inhibeix la germinació de llavors d'algunes espècies de plantes, com el blat. En concret, en els Anuals del Real Jardí Botànic de Madrid, es pot accedir a un estudi, en el qual es pot observar com la patulina inhibeix la germinació de llavors de Triticum vulgare var. lutescens; Lactuca sativa var. capitata; Raphanus sativus en proporció a la seva concentració.

## Interès en la indústria alimentària
A fi de poder produir aliments de bona qualitat, la indústria alimentària amb el pas del temps ha pogut detectar quins aliments són més susceptibles a l'hora de trobar la micotoxina. Molts dels aliments que contenen patulina, són aliments que provenen de matèries primeres infectades amb una espècie de fong productora de patulina.
D'aquestes matèries primeres la majoria són catalogades com aliments peribles ja que propicien un bon medi per a ser colonitzat per fongs. Aquesta colonització inicial es produeix amb més freqüència en els llocs de lesió de la fruita, com ara contusions o ferides per punció. Tot i que les infeccions poden començar al camp, les taques infectades sovint es fan evidents després de la collita i s’expandeixen mentre s’emmagatzema la fruita. No obstant, les àrees infectades, estan clarament delimitades amb un color marró clar i el teixit suau en descomposició es pot despendre fàcilment del teixit sa que l'envolta. Més tard, les masses d'espores apareixen a les superfícies de la fruita infectada; que inicialment es mostren com un miceli blanc i que es va tornant de color blau a blau-verdós a mesura que maduren les espores.
També trobarem fongs productors de patulina en aliments no peribles (a causa que es conserven millor en el temps), com és el cas de la fruita seca i paral·lelament, si el control de qualitat no ha sigut l'adequat, podrem detectar aliments processats amb concentracions de patulina per sobre de les establertes per la FAO; o observar creixement de fongs productors de patulina en aliments conservats en conseqüència de que l'aliment processat portés espores de fongs productors o que hagi sigut colonitzat posteriorment.

### Principals aliments regulats per la possible presència de patulina
Aquells aliments que són susceptibles a pressumptivament tenir patulina es classifiquen en: aliments contaminats amb soques de fongs productors de patulina o en aliments contaminats amb patulina. La difèrencia és deguda a que un aliment pot presentar una proliferació d'un fong productor de patulina, però aquest fong pot haver creat la patulina o no. Quan ens referim a aliments cotaminats amb patulina, ens referim a aquells aliments o derivats que, malgrat no presentar una font biològica de contaminació clara o visible, presenten contingut en patulina perquè prèviament han estat exposats a un fong porductor que sí l'ha produit.
| Espècies fúngiques productores de patulina | Aliments contaminats amb fongs productors de patulina | Aliments contaminats amb patulina                   |
| --- | ----------------------------------------------------- | --------------------------------------------------- |
| Aspergillus: 1. A. clavatus 2. A. giganteus 3. A. terreus Byssochlamys: 1. B.fulva 2. B.nivea Penicillium: 1. P. carneum 2. P. claviforme 3. P. clavigerum 4. P. compactum 5. P. concentricum 6. P. coprobium 7. P. cyclopium 8. P. dipodomyicola 9. P. expansum 10. P. glandicola 11. P. griseofulvum 12. P. granulatum 13. P. italicum 14. P. marinum 15. P. melinii 16. P. paneum 17. P. samsonianum 18. P. sclerotigenum 19. P. vulpinum | Albercocs                                             | Melmelada d'albercocs                               |
| Aspergillus: 1. A. clavatus 2. A. giganteus 3. A. terreus Byssochlamys: 1. B.fulva 2. B.nivea Penicillium: 1. P. carneum 2. P. claviforme 3. P. clavigerum 4. P. compactum 5. P. concentricum 6. P. coprobium 7. P. cyclopium 8. P. dipodomyicola 9. P. expansum 10. P. glandicola 11. P. griseofulvum 12. P. granulatum 13. P. italicum 14. P. marinum 15. P. melinii 16. P. paneum 17. P. samsonianum 18. P. sclerotigenum 19. P. vulpinum | Ametlles                                              | -                                                   |
| Aspergillus: 1. A. clavatus 2. A. giganteus 3. A. terreus Byssochlamys: 1. B.fulva 2. B.nivea Penicillium: 1. P. carneum 2. P. claviforme 3. P. clavigerum 4. P. compactum 5. P. concentricum 6. P. coprobium 7. P. cyclopium 8. P. dipodomyicola 9. P. expansum 10. P. glandicola 11. P. griseofulvum 12. P. granulatum 13. P. italicum 14. P. marinum 15. P. melinii 16. P. paneum 17. P. samsonianum 18. P. sclerotigenum 19. P. vulpinum | Avellanes                                             | -                                                   |
| Aspergillus: 1. A. clavatus 2. A. giganteus 3. A. terreus Byssochlamys: 1. B.fulva 2. B.nivea Penicillium: 1. P. carneum 2. P. claviforme 3. P. clavigerum 4. P. compactum 5. P. concentricum 6. P. coprobium 7. P. cyclopium 8. P. dipodomyicola 9. P. expansum 10. P. glandicola 11. P. griseofulvum 12. P. granulatum 13. P. italicum 14. P. marinum 15. P. melinii 16. P. paneum 17. P. samsonianum 18. P. sclerotigenum 19. P. vulpinum | Cacauets                                              | -                                                   |
| Aspergillus: 1. A. clavatus 2. A. giganteus 3. A. terreus Byssochlamys: 1. B.fulva 2. B.nivea Penicillium: 1. P. carneum 2. P. claviforme 3. P. clavigerum 4. P. compactum 5. P. concentricum 6. P. coprobium 7. P. cyclopium 8. P. dipodomyicola 9. P. expansum 10. P. glandicola 11. P. griseofulvum 12. P. granulatum 13. P. italicum 14. P. marinum 15. P. melinii 16. P. paneum 17. P. samsonianum 18. P. sclerotigenum 19. P. vulpinum | Caquis                                                | -                                                   |
| Aspergillus: 1. A. clavatus 2. A. giganteus 3. A. terreus Byssochlamys: 1. B.fulva 2. B.nivea Penicillium: 1. P. carneum 2. P. claviforme 3. P. clavigerum 4. P. compactum 5. P. concentricum 6. P. coprobium 7. P. cyclopium 8. P. dipodomyicola 9. P. expansum 10. P. glandicola 11. P. griseofulvum 12. P. granulatum 13. P. italicum 14. P. marinum 15. P. melinii 16. P. paneum 17. P. samsonianum 18. P. sclerotigenum 19. P. vulpinum | Cireres                                               | Suc de cirera                                       |
| Aspergillus: 1. A. clavatus 2. A. giganteus 3. A. terreus Byssochlamys: 1. B.fulva 2. B.nivea Penicillium: 1. P. carneum 2. P. claviforme 3. P. clavigerum 4. P. compactum 5. P. concentricum 6. P. coprobium 7. P. cyclopium 8. P. dipodomyicola 9. P. expansum 10. P. glandicola 11. P. griseofulvum 12. P. granulatum 13. P. italicum 14. P. marinum 15. P. melinii 16. P. paneum 17. P. samsonianum 18. P. sclerotigenum 19. P. vulpinum | Farratge (animals)                                    | Farratge de blat Farratge d'alfals                  |
| Aspergillus: 1. A. clavatus 2. A. giganteus 3. A. terreus Byssochlamys: 1. B.fulva 2. B.nivea Penicillium: 1. P. carneum 2. P. claviforme 3. P. clavigerum 4. P. compactum 5. P. concentricum 6. P. coprobium 7. P. cyclopium 8. P. dipodomyicola 9. P. expansum 10. P. glandicola 11. P. griseofulvum 12. P. granulatum 13. P. italicum 14. P. marinum 15. P. melinii 16. P. paneum 17. P. samsonianum 18. P. sclerotigenum 19. P. vulpinum | Gerds                                                 | Melmelada de gerds                                  |
| Aspergillus: 1. A. clavatus 2. A. giganteus 3. A. terreus Byssochlamys: 1. B.fulva 2. B.nivea Penicillium: 1. P. carneum 2. P. claviforme 3. P. clavigerum 4. P. compactum 5. P. concentricum 6. P. coprobium 7. P. cyclopium 8. P. dipodomyicola 9. P. expansum 10. P. glandicola 11. P. griseofulvum 12. P. granulatum 13. P. italicum 14. P. marinum 15. P. melinii 16. P. paneum 17. P. samsonianum 18. P. sclerotigenum 19. P. vulpinum | Groselles                                             | Melmelada de grosella Suc de grosella               |
| Aspergillus: 1. A. clavatus 2. A. giganteus 3. A. terreus Byssochlamys: 1. B.fulva 2. B.nivea Penicillium: 1. P. carneum 2. P. claviforme 3. P. clavigerum 4. P. compactum 5. P. concentricum 6. P. coprobium 7. P. cyclopium 8. P. dipodomyicola 9. P. expansum 10. P. glandicola 11. P. griseofulvum 12. P. granulatum 13. P. italicum 14. P. marinum 15. P. melinii 16. P. paneum 17. P. samsonianum 18. P. sclerotigenum 19. P. vulpinum | Maduixes                                              | Melmelada de maduixa                                |
| Aspergillus: 1. A. clavatus 2. A. giganteus 3. A. terreus Byssochlamys: 1. B.fulva 2. B.nivea Penicillium: 1. P. carneum 2. P. claviforme 3. P. clavigerum 4. P. compactum 5. P. concentricum 6. P. coprobium 7. P. cyclopium 8. P. dipodomyicola 9. P. expansum 10. P. glandicola 11. P. griseofulvum 12. P. granulatum 13. P. italicum 14. P. marinum 15. P. melinii 16. P. paneum 17. P. samsonianum 18. P. sclerotigenum 19. P. vulpinum | Mango                                                 | -                                                   |
| Aspergillus: 1. A. clavatus 2. A. giganteus 3. A. terreus Byssochlamys: 1. B.fulva 2. B.nivea Penicillium: 1. P. carneum 2. P. claviforme 3. P. clavigerum 4. P. compactum 5. P. concentricum 6. P. coprobium 7. P. cyclopium 8. P. dipodomyicola 9. P. expansum 10. P. glandicola 11. P. griseofulvum 12. P. granulatum 13. P. italicum 14. P. marinum 15. P. melinii 16. P. paneum 17. P. samsonianum 18. P. sclerotigenum 19. P. vulpinum | Mores (blanques i negres)                             | -                                                   |
| Aspergillus: 1. A. clavatus 2. A. giganteus 3. A. terreus Byssochlamys: 1. B.fulva 2. B.nivea Penicillium: 1. P. carneum 2. P. claviforme 3. P. clavigerum 4. P. compactum 5. P. concentricum 6. P. coprobium 7. P. cyclopium 8. P. dipodomyicola 9. P. expansum 10. P. glandicola 11. P. griseofulvum 12. P. granulatum 13. P. italicum 14. P. marinum 15. P. melinii 16. P. paneum 17. P. samsonianum 18. P. sclerotigenum 19. P. vulpinum | Nabius                                                | Melmelada de nabius                                 |
| Aspergillus: 1. A. clavatus 2. A. giganteus 3. A. terreus Byssochlamys: 1. B.fulva 2. B.nivea Penicillium: 1. P. carneum 2. P. claviforme 3. P. clavigerum 4. P. compactum 5. P. concentricum 6. P. coprobium 7. P. cyclopium 8. P. dipodomyicola 9. P. expansum 10. P. glandicola 11. P. griseofulvum 12. P. granulatum 13. P. italicum 14. P. marinum 15. P. melinii 16. P. paneum 17. P. samsonianum 18. P. sclerotigenum 19. P. vulpinum | Nectarines                                            | -                                                   |
| Aspergillus: 1. A. clavatus 2. A. giganteus 3. A. terreus Byssochlamys: 1. B.fulva 2. B.nivea Penicillium: 1. P. carneum 2. P. claviforme 3. P. clavigerum 4. P. compactum 5. P. concentricum 6. P. coprobium 7. P. cyclopium 8. P. dipodomyicola 9. P. expansum 10. P. glandicola 11. P. griseofulvum 12. P. granulatum 13. P. italicum 14. P. marinum 15. P. melinii 16. P. paneum 17. P. samsonianum 18. P. sclerotigenum 19. P. vulpinum | Peres                                                 | Suc de pera                                         |
| Aspergillus: 1. A. clavatus 2. A. giganteus 3. A. terreus Byssochlamys: 1. B.fulva 2. B.nivea Penicillium: 1. P. carneum 2. P. claviforme 3. P. clavigerum 4. P. compactum 5. P. concentricum 6. P. coprobium 7. P. cyclopium 8. P. dipodomyicola 9. P. expansum 10. P. glandicola 11. P. griseofulvum 12. P. granulatum 13. P. italicum 14. P. marinum 15. P. melinii 16. P. paneum 17. P. samsonianum 18. P. sclerotigenum 19. P. vulpinum | Plàtans                                               | -                                                   |
| Aspergillus: 1. A. clavatus 2. A. giganteus 3. A. terreus Byssochlamys: 1. B.fulva 2. B.nivea Penicillium: 1. P. carneum 2. P. claviforme 3. P. clavigerum 4. P. compactum 5. P. concentricum 6. P. coprobium 7. P. cyclopium 8. P. dipodomyicola 9. P. expansum 10. P. glandicola 11. P. griseofulvum 12. P. granulatum 13. P. italicum 14. P. marinum 15. P. melinii 16. P. paneum 17. P. samsonianum 18. P. sclerotigenum 19. P. vulpinum | Pomes                                                 | Puré de poma Sidra de poma Suc de poma              |
| Aspergillus: 1. A. clavatus 2. A. giganteus 3. A. terreus Byssochlamys: 1. B.fulva 2. B.nivea Penicillium: 1. P. carneum 2. P. claviforme 3. P. clavigerum 4. P. compactum 5. P. concentricum 6. P. coprobium 7. P. cyclopium 8. P. dipodomyicola 9. P. expansum 10. P. glandicola 11. P. griseofulvum 12. P. granulatum 13. P. italicum 14. P. marinum 15. P. melinii 16. P. paneum 17. P. samsonianum 18. P. sclerotigenum 19. P. vulpinum | Préssecs                                              | Melmelada de préssecs                               |
| Aspergillus: 1. A. clavatus 2. A. giganteus 3. A. terreus Byssochlamys: 1. B.fulva 2. B.nivea Penicillium: 1. P. carneum 2. P. claviforme 3. P. clavigerum 4. P. compactum 5. P. concentricum 6. P. coprobium 7. P. cyclopium 8. P. dipodomyicola 9. P. expansum 10. P. glandicola 11. P. griseofulvum 12. P. granulatum 13. P. italicum 14. P. marinum 15. P. melinii 16. P. paneum 17. P. samsonianum 18. P. sclerotigenum 19. P. vulpinum | Prunes                                                | -                                                   |
| Aspergillus: 1. A. clavatus 2. A. giganteus 3. A. terreus Byssochlamys: 1. B.fulva 2. B.nivea Penicillium: 1. P. carneum 2. P. claviforme 3. P. clavigerum 4. P. compactum 5. P. concentricum 6. P. coprobium 7. P. cyclopium 8. P. dipodomyicola 9. P. expansum 10. P. glandicola 11. P. griseofulvum 12. P. granulatum 13. P. italicum 14. P. marinum 15. P. melinii 16. P. paneum 17. P. samsonianum 18. P. sclerotigenum 19. P. vulpinum | Raïm                                                  | Suc de raïm Vi (poc comú per ser aliment fermentat) |
| Aspergillus: 1. A. clavatus 2. A. giganteus 3. A. terreus Byssochlamys: 1. B.fulva 2. B.nivea Penicillium: 1. P. carneum 2. P. claviforme 3. P. clavigerum 4. P. compactum 5. P. concentricum 6. P. coprobium 7. P. cyclopium 8. P. dipodomyicola 9. P. expansum 10. P. glandicola 11. P. griseofulvum 12. P. granulatum 13. P. italicum 14. P. marinum 15. P. melinii 16. P. paneum 17. P. samsonianum 18. P. sclerotigenum 19. P. vulpinum | Taronges                                              | Suc de taronja                                      |
| Aspergillus: 1. A. clavatus 2. A. giganteus 3. A. terreus Byssochlamys: 1. B.fulva 2. B.nivea Penicillium: 1. P. carneum 2. P. claviforme 3. P. clavigerum 4. P. compactum 5. P. concentricum 6. P. coprobium 7. P. cyclopium 8. P. dipodomyicola 9. P. expansum 10. P. glandicola 11. P. griseofulvum 12. P. granulatum 13. P. italicum 14. P. marinum 15. P. melinii 16. P. paneum 17. P. samsonianum 18. P. sclerotigenum 19. P. vulpinum | Tomàquets                                             | -                                                   |
| Aspergillus: 1. A. clavatus 2. A. giganteus 3. A. terreus Byssochlamys: 1. B.fulva 2. B.nivea Penicillium: 1. P. carneum 2. P. claviforme 3. P. clavigerum 4. P. compactum 5. P. concentricum 6. P. coprobium 7. P. cyclopium 8. P. dipodomyicola 9. P. expansum 10. P. glandicola 11. P. griseofulvum 12. P. granulatum 13. P. italicum 14. P. marinum 15. P. melinii 16. P. paneum 17. P. samsonianum 18. P. sclerotigenum 19. P. vulpinum | -                                                     | Aliments per a nadons                               |
| Aspergillus: 1. A. clavatus 2. A. giganteus 3. A. terreus Byssochlamys: 1. B.fulva 2. B.nivea Penicillium: 1. P. carneum 2. P. claviforme 3. P. clavigerum 4. P. compactum 5. P. concentricum 6. P. coprobium 7. P. cyclopium 8. P. dipodomyicola 9. P. expansum 10. P. glandicola 11. P. griseofulvum 12. P. granulatum 13. P. italicum 14. P. marinum 15. P. melinii 16. P. paneum 17. P. samsonianum 18. P. sclerotigenum 19. P. vulpinum | -                                                     | Blat de moro                                        |
| Aspergillus: 1. A. clavatus 2. A. giganteus 3. A. terreus Byssochlamys: 1. B.fulva 2. B.nivea Penicillium: 1. P. carneum 2. P. claviforme 3. P. clavigerum 4. P. compactum 5. P. concentricum 6. P. coprobium 7. P. cyclopium 8. P. dipodomyicola 9. P. expansum 10. P. glandicola 11. P. griseofulvum 12. P. granulatum 13. P. italicum 14. P. marinum 15. P. melinii 16. P. paneum 17. P. samsonianum 18. P. sclerotigenum 19. P. vulpinum | -                                                     | Formatge cheddar                                    |
| Aspergillus: 1. A. clavatus 2. A. giganteus 3. A. terreus Byssochlamys: 1. B.fulva 2. B.nivea Penicillium: 1. P. carneum 2. P. claviforme 3. P. clavigerum 4. P. compactum 5. P. concentricum 6. P. coprobium 7. P. cyclopium 8. P. dipodomyicola 9. P. expansum 10. P. glandicola 11. P. griseofulvum 12. P. granulatum 13. P. italicum 14. P. marinum 15. P. melinii 16. P. paneum 17. P. samsonianum 18. P. sclerotigenum 19. P. vulpinum | -                                                     | Malt de blat                                        |
| Aspergillus: 1. A. clavatus 2. A. giganteus 3. A. terreus Byssochlamys: 1. B.fulva 2. B.nivea Penicillium: 1. P. carneum 2. P. claviforme 3. P. clavigerum 4. P. compactum 5. P. concentricum 6. P. coprobium 7. P. cyclopium 8. P. dipodomyicola 9. P. expansum 10. P. glandicola 11. P. griseofulvum 12. P. granulatum 13. P. italicum 14. P. marinum 15. P. melinii 16. P. paneum 17. P. samsonianum 18. P. sclerotigenum 19. P. vulpinum | -                                                     | Malt d'ordi                                         |
| Aspergillus: 1. A. clavatus 2. A. giganteus 3. A. terreus Byssochlamys: 1. B.fulva 2. B.nivea Penicillium: 1. P. carneum 2. P. claviforme 3. P. clavigerum 4. P. compactum 5. P. concentricum 6. P. coprobium 7. P. cyclopium 8. P. dipodomyicola 9. P. expansum 10. P. glandicola 11. P. griseofulvum 12. P. granulatum 13. P. italicum 14. P. marinum 15. P. melinii 16. P. paneum 17. P. samsonianum 18. P. sclerotigenum 19. P. vulpinum | -                                                     | Pa                                                  |

Cal destacar, però, que el principal causant de la infecció de matèries primeres i afectacions en les indústries de producció de derivats d'aquestes (sucs, purés, alimentació infantil, etc.) és Penicillium expansum. No obstant això, aquest també és responsable de la podridura en postcollita en prunes, albercocs, préssecs, cireres, raïm, melons, groselles i maduixes i pot produir micotoxines en alguns d'aquests substrats.

#### A. clavatusi els cereals
A. clavatus és un fong filamentós que s’aïlla principalment del sòl i de la femta. Aquest deteriora els productes alimentaris emmagatzemats inadequadament, com ara arrossos, blat de moro i sucs de fruites, i produeix una varietat de micotoxines com la patulina, la citocalasina E i K, el territtrem B i el brevianamid F.
A més, és el responsable del deteriorament d'altres cereals de gra petit, pa i fruita seca.

#### P. carneumiP. paneumamb els productes carnis
P. carneum i P. paneum, són fongs productors de patulina que es troben altament relacionats amb P. roqueforti. Els tres són morfològicament molt similars però el que els diferencia és que P. roqueforti no és productor de patulina.
Les principals afectacions per P. carneum i P. paneum seran els embotits, formatges i porductes carnis durant la seva maduració o curat.

#### P. expansumamb les pomes i derivats d'aquestes
P. expansum (també conegut com la floridura blava) és una floridura habitual després de la collita, causant la podridura blava. Aquest és l'organisme principal productor de patulina i s'ha observat que l'activitat de l'aigua (aw) mínima per observar creixement en medi de cultiu és de 0,890, situant-se la aw òptima entre 0,960 i 0,980. Com les pomes presenten una aw d'ente 0,95-0,99, els propicia un medi favorable pel creixement.
La contaminació de productes per P. expansum es dona principalment en les etapes d'emmagatzematge (postcollita), i en ser les pomes un producte de temporada, és necessari el seu emmagatzematge per assegurar el subministrament, ja sigui directament al mercat o bé a les indústries d'elaboració de subproductes. Aquest emmagatzematge es realitza a una temperatura d'entre -1 °C i 4 °C. No obstant això, P. expansum és capaç de créixer a molt baixes temperatures i produir patulina fins i tot sota condicions d'atmosfera modificada. A més, està demostrat que pràcticament el 100% dels aïllats de P. expansum són capaços de produir podridura en forma d'illes (d'un 25 mm fins a 3,2 cm de diàmetre) i, també, que entre el 95% i el 100% dels aïllats poden produir patulina quan colonitzen les pomes.
Això es tradueix en una gran incidència de la podridura produïda per aquest floridura. De fet, es van fer estudis referents a la presència de Penicillium spp. en cambres d'emmagatzematge.
- A França es va demostrar que el 62% dels aïllats de les pomes eren P. expansum.[37]
- Al Canadà i EUA es va catalogar la podridura de la floridura blava com la malaltia més important de les pomes emmagatzemades.[37]
- A la regió més important de producció de poma a l'estat espanyol la trobem a la província de Lleida on el 50% de les pomes emmagatzemades en càmeres que presentaven evident deteriorament per floridura blava estaven contaminades amb patulina.[37]
- A Itàlia es van reportar percentatges similars als de Lleida.[37]
- A Portugal es van observar que el 70% de les pomes emmagatzemades en fred que presentaven una lesió, estaven contaminades amb patulina.[37]

D'altra banda, en les etapes prèvies de la producció de purés, sucs, melmelades i sidres, les pomes poden arribar a estar diversos dies en espera emmagatzemades a l'aire lliure, el que causa un ràpid desenvolupament de la podridura i, per tant, la esporulació d'aquelles soques que han resistit el tractament fungicida i les baixes temperatures de les càmera d'emmagatzematge (previs a l'emmagatzmatge pre-producció). Aquestes espores contaminaran els equips i, per tant, les pomes que van a ser emmagatzemades, produint-se un fenomen de retroalimentació que agreuja el problema de la podridura blava i l'acumulació de patulina en la indústria.
D'altra banda, s'ha demostrat que la mida de l'inòcul (nombre d'espores de P. expansum) que germina en una ferida de la poma afecta el grau de podridura d'aquesta i de l'acumulació de patulina; empitjorant la situació com més gran és. Per tant, la higiene a les cambres de conservació, per disminuir al màxim el nombre d'espores comporta menors pèrdues per podridura i una menor acumulació de la micotoxina (i, per tant, menor pèrdua econòmica per no haver de retirar el producte).
És destacable que les varietats susceptibles a la infecció per P. expansum inclouen les varietats de pomes:
1. McIntosh.
2. Golden Supreme.
3. Golden Delicious.

I relacionat amb la producció de patulina, aquesta va ser significativament superior en les pomes Red Delicious i Golden Delicious que en les pomes Granny Smith i Fuji, concloent la correlació negativa amb l'acidesa de la fruita.

#### Farratges
Els problemes ocasionats per les micotoxines en farratges conservats han estat poc estudiats fins al present. No obstant això, en tot el món, especialment en regions de clima càlid o temperat, s'ha informat de problemes de micotoxicosi com consecuència de la ingesta de micotoxines.
De fet, si en els ensitjaments s'aconsegueix una correcta eliminació de l'aire en un breu període, es produeix anaerobiosi evitant el creixement de fongs i la posterior síntesi de micotoxines. Quan la confecció del farratge empaquetat no és correcta, es donen condicions d'aerobiosi que permet la contaminació d'aquest.
Es va poder detectar que farratges empaquetats de blat de moro i alfals contenien A. terreus, fent que es pogués donar una contaminació de l'aliment per la biosíntesi de patulina i acabar causant malaltia en el bestiar. Encara que les micotoxicosi per patulina no són considerats problemes majors en la salut del bestiar, se sap que són una causa de reducció en la productivitat i en casos molt ocasionals, de mort.
El reconeixement de patulina és molt difícil de diagnosticar en farratges per la falta de protocols estructurats per a l'anàlisi de casos sospitosos.

## Anàlisi de patulina en aliments
Un dels principals problemes mundials de seguretat alimentària és la presència de micotoxines als productes alimentaris. La determinació dels nivells de patulina en mostres d'aliments s’acostuma a fer mitjançant mètodes que inclouen certs passos comuns: mostreig, homogeneïtzació, extracció, neteja i, finalment, la detecció i quantificació.

### Tàctica de mostreig
Un pas clau en l'anàlisi de patulina en els aliments és el procediment de mostreig; que contribueix en gran manera a la fiabilitat dels resultats i a la decisió final de conformitat o incompliment de tot un lot d'aliments. A causa de la distribució desigual de la micotoxina en els aliments, és molt difícil obtenir una mostra representativa del volum. Per tant, s’ha implementat un pla de mostreig per garantir que la mostra provada sigui representativa de tot el conjunt i garantir la veracitat dels resultats.
Aquests mètodes de mostreig són descrits per la UE segons el Reglament (CE) núm. 401/2006. No obstant això, esforços continus es dirigeixen cap a la millora del pla de mostreig per a l'anàlisi de micotoxines en aliments i pinsos, que són governats per organismes reguladors governamentals de tot el món per reduir la variabilitat dels resultats analítics.

### Preparació de la mostra

#### Extracció
Actualment, la gran majoria dels mètodes publicats sobre anàlisi de patulina en aliments requereixen una preparació prèvia de mostres per separar les toxines de l'matriu alimentària. L'extracció de patulina de mostres d'aliments sòlids a una fase líquida és el primer pas en la preparació de la mostra, seguit de procediments de neteja per millorar la sensibilitat i l'especificitat d'un determinat mètode de detecció.
La majoria de les mostres d'aliments líquids, com el suc de poma, són sotmeses a una extracció líquid-líquid per separar inicialment la micotoxina. D'altra banda, també es pot utilitzar l'extracció sòlid-líquid, especialment per a l'extracció de patulina de cereals. Una barreja de dissolvents orgànics amb l'addició d'aigua o tampó àcid s’utilitza sovint per extreure micotoxines. Per a mostres amb alt contingut lipídic com els embotits s’utilitzen dissolvents no polars com l'hexà i el ciclohexà.
Recentment s’han utilitzat molts mètodes instrumentals d'extracció de dissolvents automatitzats en anàlisi de micotoxines, inclosa l'extracció de fluids supercrítics, l'extracció de dissolvents accelerats i l'extracció assistida per microones. En comparació amb els mètodes convencionals, aquests mètodes acceleren l'extracció de patulina, requereixen volums menors de dissolvent químic (per tant, són més respectuosos amb el medi ambient) i, normalment, proporcionen millors eficiències d'extracció. Tanmateix, aquests mètodes automatitzats poden ser costosos.
Després de l'extracció de micotoxines, la filtració i la centrifugació són passos importants per eliminar qualsevol partícula interferent abans de realitzar altres passos de neteja.

#### Neteja
La neteja de l'extracte és un procés important per eliminar aquelles substàncies que poden interferir en la detecció posterior de micotoxines. Els mètodes més utilitzats per a la neteja són la extracció de fase sòlida (SPE) o columnes d'afinitat immunitària (IAC), ja que són ràpids, eficients, reproduïbles i segurs a més de comptar amb una àmplia gamma de selectivitat.
1. La SPE és una tècnica basada en el repartiment específic de l'analit dissolt a l'extracte (fase mòbil) i el cartutx (fase estacionària), que es compon d'un absorbent sòlid on queda retinguda la patulina per després ser eluida amb un dissolvent orgànic.[49]
2. L'IAC presenta una fase sòlida activada lligada a un anticòs específic per a patulina. Quan l'extracte passa per la columna, la patulina s'uneix selectivament als anticossos. Aquesta serà eluida amb un dissolvent miscible a posterior.[45]

Recentment, s’ha aplicat el mètode de preparació de mostres QuEChERS (Quick Easy Cheap Effective Rugged and Safe = ràpid, fàcil, econòmic, eficaç, resistent i segur) per a l'extracció i la neteja de micotoxines de diferents matrius alimentàries. Els QuEChERS són mètodes que servien per detectar la presència de pesticides en els aliments però en els darrers anys, s’han utilitzat per a l'anàlisi de múltiples micotoxines en moltes matrius alimentàries; però encara no han donat restultats prometedors per la detecció de patulina. No es descarta el seu possible ús en un futur.

### Mètodes d'anàlisi

#### Mètodes analítics
La cromatografia és el mètode més utilitzat per a l'anàlisi de patulina en aliments de consum humà i pinsos animals.
Mètodes cromatogràfics
- HPLC: s'ha demostrat que diversos mètodes cromatogràfics com la cromatografia líquida d'alta resolució (HPLC), juntament amb els detectors ultraviolats, la matriu de díodes, la fluorescència o l'espectrometria de masses són tecnologies robustes, ràpides, fàcils d'utilitzar i barates que són capaces de detectar i quantificar la patulina amb alta sensibilitat i selectivitat.[45][54]
- CG: la cromatografia de gasos (CG), juntament amb captors d'electrons i la ionització de flama; serveix per identificar i quantificar micotoxines volàtils com és la patulina.[45]

Mètodes immunològics
- ELISA: l'assaig per immunoabsorció lligat a enzims (ELISA) és una tècnica molt utilitzada per la detecció de patulina. Aquest proporciona un cribratge ràpid, amb molts kits disponibles comercialment. Els mètodes ELISA han estat validats en una gran varietat de matrius alimentàries a més de poder-se realitzar de diverses maneres.[49] El tipus d'ELISA més freqüent per l'anàlisi de patulina és un assaig directe competitiu. Aquest es basa en les interaccions competitives entre la patulina (que actua com a antígen) i anticossos (uns fixes en la matriu de plàstic i d'altres que continguin un ezim conjugat). Les unions de la patulina amb l'anticos amb enzim, al incorporar un substrat, es produirà un canvi colorimètric que ens determinarà la quantitat de patulina.[55]
  - Aquesta tècnica proporciona un mètode ràpid, específic i relativament fàcil d'utilitzar per a l'anàlisi de patulina en els aliments. Tanmateix, l'ELISA té certs desavantatges, inclosa la reactivitat creuada i la dependència d'una matriu específica. No obstant, els kits comercials només estan dissenyats per a un únic ús. Per tant, pot ser costós si cal provar mostres contaminades amb múltiples micotoxines.[56]
  - Els resultats ELISA positius s’han de confirmar mitjançant un mètode cromatogràfic adequat.[47]

#### Mètodes alternatius
- EC: l'electroforesi capil·lar (EC) és una tècnica instrumental que separa diferents components basats en el potencial electroquímic mitjançant fluorescència o absorbància UV.[45][57] Per la detecció de la patulina se'n usa una específica:
  - Cromatografia electrocinètica micel·lar (MEKC): pot separar compostos ionitzats i no-ionitzats, a més de separar-los per mida a causa de les velocitats de migració sota un camp elèctric.[45] La migració de la patulina es produirà dins un capilar de poliamida entre un injector (part de l'ànode) i un detector (part del càtode); conjuntament amb unes micel·les carregades de manera positiva i negativa que afavoriran o enlanteixeran el moviment de les molècules. Un cop la patulina hagi travessat tot el capil·lar, aquesta sortirà i serà llegida pel detector; que ens mostrarà un gràfic amb un pic corresponent a la micotoxina. Només necessitem saber quina serà la velocitat de migració d'aquesta en unes condicions determinades del camp elèctric per saber si el pic correspon o no a la patulina.[57][58]

## Prevenció en la cadena de processament
El grau de contaminació per patulina en un producte alimentari es pot gestionar a tots els nivells de la cadena de processament d'aliments. Aquests poden tenir un efecte significatiu sobre el contingut de patulina dels aliments acabats.

### Emmagatzematge
La prevenció del creixement de la floridura blava és el primer pas per mitigar la micotoxina. Les condicions amb què s’enfronten els aliments directament després de la collita i abans del processament poden tenir un gran efecte sobre la qualitat final del producte. Se sap que P. expansum posseeix característiques psicrotròfiques, produint patulina entre 4 i 25 °C durant 20 a 90 dies. Per això mateix, la FAO suggereix mantenir l'emmagatzematge per sota de 10 °C o emmagatzemar productes frescos durant un període inferior a 48 h per evitar el risc de patulina.
L'ús d'una atmosfera modificada és una segona opció de control que s’utilitza per a l'emmagatzematge de productes alimentaris. S’ha demostrat que l'aplicació d'una atmosfera elevada en diòxid de carboni i/o nitrogen amb un contingut baix d'oxigen és un mitjà potencial per controlar el creixement i la putrefacció del fong a les pomes.
- La inhibició es va augmentar encara més amb l'ús d'una atmosfera modificada amb CO₂ de manera dependent de la dosi, tant en la producció de patulina com en el creixement de fongs.[59]

### Fungicides
Un altre mitjà per controlar el creixement de la floridura i la micotoxina al camp i a l'emmagatzematge, és l'aplicació de fungicides. Hi ha un gran nombre de fungicides que han demostrat tenir diferents nivells d'eficàcia:
1. Els fungicides de benzimidazol solien ser una forma comuna de tractament després de la collita per a la fruita per dissuadir el creixement dels fongs, però han experimentat una forta disminució en el seu ús a causa de l'augment de la resistència als fongs.[41]
2. El fludioxonil és un altre fungicida convencional que s'ha demostrat que és eficaç per controlar el creixement del Penicillium spp. a les pomes.[60]

Tot i que l'ús de fungicides convencionals és una mesura de control eficaç, l'augment de les preocupacions reguladores i de salut i la resistència dels fongs als fungicides han portat a la investigació per trobar agents de control alternatius.
1. Una alternativa és l'ús d'un compost volàtil natural anomenat trans-2-hexenal. Aquest és un fumigant eficaç per controlar el creixement de P. expansum i la reducció de la patulina en pomes durant l'emmagatzematge.[41]
2. Una solució al 3% d'hipoclorit de sodi també va inhibir eficaçment el creixement de diversos fongs, inclòs P. expansum a les pomes.[61]
3. Els olis essencials com els olis de llimona i taronja també es van provar i es va trobar que la producció de patulina per P. expansum en pomes estava completament inhibida per una solució del 0,2% d'oli de llimona, i per sobre del 90% amb l'ús d'un 0,05% d'oli de llimona i un 0,2% de solucions d'oli de taronja.[41]

### Eliminació física de fongs i teixits infectats
La eliminació física ja sigui del fong o del teixit infectat, redueix la quantitat de patulina en l'aliment contribuint a reduir la possibilitat de contaminació creuada. No obstant, els productes de més qualitat se solen vendre com a productes frescos, mentre que és habitual utilitzar fruites malmeses o ferides per produir sucs o purés.

#### El rentat
El rentat normalment implica la immersió en un dipòsit o bany d'aigua que cau, o l'aplicació d'un corrent d'aigua a alta pressió. El propòsit principal del pas de rentat és eliminar les deixalles, inclosa la brutícia, la matèria vegetal, els insectes i la floridura. No obstant, quan s'inclou un pas de rentat s'ha de vigilar perquè la patulina és una molècula soluble en aigua i pot solubilitzar acabar filtrant-se en altres peces de fruita o afectant a tota la planta de processament produint una contaminació creuada.
Els estudis sobre els efectes dels tractaments de rentat sobre el nivell de patulina a les pomes, van trobar que aquesta era una de les etapes més importants del processament i que podia eliminar fins al 54% de la patulina de les pomes infectades. De fet, l'ús d'un esprai d'aigua a alta pressió era més eficaç que una banyera rotativa, ja que l'esprai també ajudaria a l'eliminació física del teixit infectat per millorar la reducció tant de la patulina com del fong patogen.

#### La retallada
Un altre procés de reducció de la patulina és mitjançant l'eliminació de fongs retallant els teixits a partir de productes infectats. Pel que fa a les pomes, s’ha demostrat que la patulina es concentra al voltant de la zona d'infecció i, per tant, l'eliminació només d'aquesta secció de la poma reduirà significativament el seu contingut en patulina. No obstant, la retallada de teixits danyats és capaç d'eliminar més del 93-99% del contingut total de patulina de les pomes.
Aquest, és un mitjà econòmic i útil per reduir la patulina, ja que només es descarten petites porcions de l'aliment. El perill d'aquest mètode és que el material contaminat s’ha de manipular adequadament i eliminar-lo després de retirar-lo de la poma ja que sinó es donaria una possible contaminació creuada.
Cal destacar que la patulina es pot difondre des de la zona infectada a altres zones dels productes alimentaris i per tant, eliminar la zona infectada no voldrà dir que s'elimini tota la quantitat de patulina de l'aliment.
Un exemple on podem veure això és en productes com els tomàquets. La retallada no tindrà cap efecte significatiu en la reducció de la patulina, a causa que aquesta s'haurà difós pel seu interior (medi molt més líquid).

## Tractament dels aliments amb patulina
Avui dia, s'han proposat mètodes de processament específics per a la reducció de la patulina perquè els mètodes tradicionals com ara la pasteurització, la filtració i la fermentació només poden reduir fins una certa quantitat de patulina. Per això mateix, no sempre que s'utilitzin garanteixen un compliment de la normativa alimentaria. Per tal de garantir la normativa, aquests nous mètodes inclouen agents biològics, químics i físics per unir la patulina o degradar-la. L'objectiu final és garantir la qualitat alimentaria (mantenir les propietats organolèptiques desitjades) i la qualitat sanitària (garanteix la seguretat del consumidor).

### Agents de control biològic
Els agents de control biològic són mètodes que utilitzen microorganismes per reduir el contingut de patulina en un producte o per evitar la producció d'aquesta, i no necessàriament contribueixen a les característiques o propietats químiques dels aliments. Aquest mètode de control es divideix en dues categories basades en el mode de reducció de la patulina: adsorció i desintoxicació.

#### Adsorció de la patulina
Els processos d'adsorció són aquells processos que uneixen patulina i l'eliminen de la solució. S’ha trobat que els microorganismes, inclosos els bacteris de l'acid lactic (BAL) i llevats, són capaços de reduir la patulina en productes alimentaris mitjançant mecanismes d'adsorció a les parets cel·lulars.
1. Els BAL són microorganismes importants pel seu elevat ús a la indústria alimentària com a mitjà per processar aliments i com a additius. Malgrat ser usats com a probiòtics, investigacions han trobat que 10 soques de BAL poden eliminar quantitats significatives de patulina, provocant una reducció del 80% de la patulina original present.[66] El mecanisme d'adsorció es troba en les propies parets cel·lulars bacterianes on grups funcionals, com l'hidroxil, estaven implicats en l'absorció de la patulina.
  - La reducció més alta de patulina es va aconseguir mitjançant una soca de Bifidobacterium bifidum.[59]
2. Es van examinar l'addició de llevat en pols inactivats per determinar la seva capacitat d'adsorció de la micotoxina.[64] Es va demostrar que eren capaços de reduir la patulina en més d'un 50% durant un període de 24 hores.[65]

#### Desintoxicació de la patulina
Els processos de desintoxicació són aquells processos que modifiquen químicament la micotoxina per inactivar o reduir la toxicitat. S'ha trobat que:
1. Dues soques de llevat de Metschnikowia pulcherrima van ser capaces de degradar la patulina en un medi líquid. Es va trobar que una de les soques de llevat era capaç de reduir els nivells de patulina en un 100% en 48 h i l'altra en 72 h.[67]
2. El llevat Pichia ohmeri va ser capaç de degradar més del 83% de la patulina després de dos dies a 25 °C i, després de 15 dies, la patulina es va degradar per sota del límit detectable.[68]
3. Saccharomyces cerevisiae és capaç de degradar el 96% de patulina en un suc de poma que tenia una concentració inicial de patulina de 4,5 µg / mL després de 6 dies a 25 °C. Tanmateix, només es va degradar el 90% quan el contingut inicial de patulina era de 7,0 µg / mL.[68]
4. S'ha informat que una varietat de llevat marí, Kodameae ohmeri, té una alta tolerància a la patulina i la capacitat de reduir significativament el contingut de patulina en el suc de poma.[69]
5. Es va trobar que el llevat Rhodosporidium paludignum podria reduir significativament el contingut de patulina en pomes i peres.[69]

### Additius químics
S'han proposat diversos mètodes de degradació química de la patulina. Alguns d'aquests són mètodes nous, mentre que d'altres són additius utilitzats per a altres usos en la producció de poma, però que han trobat un ús posterior com a reductors de la quantitat de patulina.
1. S'ha estudiat l'àcid ascòrbic per reduir la patulina en productes de poma. S'han observat lleugeres reduccions de la patulina per l'àcid ascòrbic: pèrdues del 5% després de 3 h i del 36% després de 44 h. Durant l'emmagatzematge; el contingut de patulina del suc de poma amb àcid ascòrbic afegit es va reduir un 70%.[59][70]
2. També s’ha estudiat la degradació de la patulina per amoniació i per oxidació amb permanganat de potassi. Tots dos tractaments van ser efectius i van poder reduir la patulina en més del 99,9% en una solució aquosa estàndard. En condicions àcides, es va comprovar que el tractament amb permanganat de potassi produïa compostos potencialment mutagènics i nocius, cosa que limita el seu potencial d'ús en productes alimentaris.[59]
3. La patulina és inestable en presència de compostos que contenen sofre. Per aquest motiu, s’ha estudiat l'efecte del diòxid de sofre per degradar la patulina en solució. Un estudi posterior va trobar que només 100 ppm de diòxid de sofre podrien reduir el contingut de patulina en un 50% en 15 minuts.[59] Malgrat això, la patulina forma adductes amb diversos compostos que contenen sofre, com ara la cisteïna, N-acetilcisteïna i el glutatió, i encara manté la seva capacitat tòxica però aquesta és 100 vegades menys tòxica.[72]
4. L'ozó és un oxidant fort, capaç de reaccionar amb nombrosos grups químics i és capaç de desintoxicar l'aliment de patulina. Aquest és l'únic que pot degradar la patulina fins a un 98% en 1 minut. Aquest tractament, no té gaires efecte significatiu en els paràmetres de qualitat dels productes alimentaris pel que fa que sigui un mètode viable en la indústria alimentaria.[59]

### Tractaments físics
Se sap que la patulina és resistent a la degradació per tractament tèrmic, pel que la pasteurització no l'eliminarà. A més, se sap que alguns dels tractaments utilitzats en el processament de la poma que s'han suggerit com a possibilitats de reducció de la patulina, tenen un efecte negatiu sobre algunes de les característiques de qualitat del producte alimentari, com ara pH, claredat, color, etc.
1. La radiació ultraviolada és un mètode aprovat per a la preservació de sucs de fruita tant al Canadà com als Estats Units.[74][75] Normalment, s’utilitza per a la destrucció de microorganismes però també s’ha estudiat com a mitjà per degradar la patulina.[76] La radiació UV amb un rang d'exposició de 14,2 a 99,4 mJ / cm² en sidra de poma va ser capaç de provocar reduccions que van del 9,4 al 43,4%.[77] Posteriorment, l'efecte de la radiació ultraviolada (253,7 nm) sobre la patulina en suc de poma i sidra de poma va demostrar que era altament eficaç excepte en la sidra.[78] Això era a causa de la terbolesa de la sidra dificultant així l'acció dels raigs ultraviolats. Per tant, l'ús de processos de filtratge o clarificació pot augmentar l'eficàcia d'aquesta tècnica sobre la sidra de poma. No obstant, el suc tractat amb radiació UV era significativament diferent del suc tractat convencionalment pel que es va concloure que el tractament amb UV feia disminuir propietats organolèptiques.[76]
2. L'ús de llum polsada és una altra tècnica de processament que s’ha proposat per a la destrucció de la patulina en productes alimentaris. Aquesta és una tècnica de conservació d'aliments no tèrmica que consisteix en l'ús de ràfegues curtes (1 µs a 0,1 s) de llum d'ampli espectre amb longituds d'ona que oscil·len entre els 200 i els 1100 nm. Es va observar una degradacó de patulina en solució aquosa tamponada, suc de poma i puré de poma. El tractament amb llum pulsada va ser capaç de reduir el contingut de patulina en un 85-95% al tampó, un 22% en el suc i un 51% en el puré de poma.[59]

## Interès farmacològic
La patulina presenta un efecte citotòxic que li confereix propietats antibiòtiques, antifúngiques i antiprotozoaries. De fet, com que va ser descoberta posteriorment a la penicil·lina i es van poder observar aquestes característiques, durant un curt període es va comercialitzar. Es va veure que era eficaç contra diversos bacteris grampositius i gramnegatius, inclòs el bacil de Koch (Mycobacterium tuberculosis). No obstant, després de valorar la seva activitat tòxica (veure apartat de toxicitat), es va retirar del mercat i no s'ha tornat a usar.
Addicionalment, quan una persona rebia una medicament amb patulina, aquesta el que produïa era un augment de la permeabilitat de la membrana de les cèl·lules; la qual cosa no només desestabilitzava les cèl·lules del microorganisme de la infecció, sinó que també desestabilitzava les cèl·lules del pacient. No obstant, seguidament es va demostrar que podia desorganitzar els microfilaments citoplasmàtics i amb les tècniques modernes in vitro, es va veure que desestabilitzava diversos enzims com l'ARN polimerasa i l'ADN polimerasa.
Com que la patulina podia interaccionar amb la cisteïna formant un complex patulina-cisteïna, es va veure que la toxicitat d'aquesta disminuïa i la seva capacitat antimicrobiana es seguia mantenint, però les conseqüències pels possibles pacients també eren dolentes ja que mantenia uns nivells de toxicitats prou elevats com per causar mal i mantenir l'activitat teratogènica.
Al 1944, es va confirmar que la patulina era beneficiosa per tractar el refredat comú però es va acabar concloent que els efectes beneficiosos de la patulina eren petits, minúsculs, o nuls.

## Normatives
El 8 de març de l'any 2000, el SCF (Scientific Committee on Food) va aprovar la ingesta diària màxima tolerable provisional (PMTDI) de 0,4 μg / kg de pes corporal per a la patulina. El 2001 es va realitzar una tasca SCOOP «Avaluació de la ingesta dietètica de patulina per la població dels estats membres de la UE» en el marc de la Directiva 93/5/CEE. Basant-se en aquesta avaluació i tenint en compte el PMTDI, es van establir els nivells màxims de la micotoxina en determinats aliments per protegir els consumidors de contaminacions inacceptables.
Aquests nivells màxims es poden revisar, i si cal, reduir-los tenint en compte els avenços científics i tecnològics i la implementació de la Recomanació 2003/598 /CE, de la Comissió de l'11 d'agost de 2003 sobre prevenció i reducció de la contaminació per patulina en sucs de poma i sucs de poma en altres begudes i processats.
| Productes alimentaris | Continguts màxims (μg de patulina / kg pes corporal) |
| --- | ---------------------------------------------------- |
| Sucs de fruites, sucs de fruites concentrats reconstituïts i nèctars de fruites.                                                                                      | 50                                                   |
| Begudes alcohòliques, sidra i altres begudes fermentades elaborades amb pomes o que continguin suc de poma.                                                           | 50                                                   |
| Productes sòlids elaborats amb pomes, inclosos compota i puré de poma, destinats al consum directe a excepció dels productes descrits a continuació.                  | 25                                                   |
| Sucs de poma i productes sòlids elaborats a base de pomes, incloses compotes i puré de poma destinats a lactants i nens de curta edat, venuts i etiquetats com a tal. | 10                                                   |
| Aliments infantils diferents dels aliments elaborats a base de cereals per lactants i nens de curta edat.                                                             | 10                                                   |

No obstant, els mètodes de mostreig queden descrits per la UE segons el Reglament (CE) núm. 401/2006.

## Afectacions en la població
Els casos estudiats de les infeccions de patulina en humans han demostrat que causa hiperèmia i lesions hemorràgiques particularment en l'tracte gastrointestinal, a més de nàusees i vòmits. Diversos autors han proposat que produeix l'alteració de la funció de les membranes de les cèl·lules de l'epiteli intestinal, provocant danys i degeneració així com la conseqüent inflamació i posterior hemorràgia. D'altra banda, també s'ha postulat una disminució de la producció d'IFN-γ pels limfòcits T-helper (Th1), amb el conseqüent risc de patir altres al·lèrgies.
És necessari afegir que no només es produeixen afectacions poblacionals a nivell de salut, sinó que s'ha estimat que entre el 25-50% de les pèrdues en la producció de fruïta en països desenvolupats i semidesenvolupats són degudes a l'activitat de fongs durant l'emmagatzematge, on trobarem Penicillium expansum, principal productor de patulina.